# Leucochrysa scurra
Leucochrysa scurra är en insektsart som beskrevs av Marc Lacroix 1926. Leucochrysa scurra ingår i släktet Leucochrysa och familjen guldögonsländor. Inga underarter finns listade i Catalogue of Life.